# Pampa ondulada
Pampa ondulada:la región pampeana en la República Argentina, tal subdivisión  se erigió el Monumento a la Bandera .                                                        
La Pampa ondulada son zonas por debajo del nivel del Río de La Plata, especialmente en las zonas ribereñas cercanas a la desembocadura de los ríos Luján y Reconquista y del Riachuelo, que son fácilmente inundables, especialmente en época de sudestadas.                                     .
Las terrazas fluviales se presentan en las zonas ribereñas de los ríos en suave pendiente hacia ellos.                                  .
Gran parte (la occidental cercana a los ríos de la Cuenca del Plata) de la Pampa Ondulad  s"e transla"pa (o solapa, o superpone) con la zona occidental de la Pampa húmeda.
- Datos: Q20021994